# Красний Великан
Кра́сний Велика́н (рос. Красный Великан) — селище у складі Забайкальського району Забайкальського краю, Росія. Адміністративний центр Красновеликанського сільського поселення.

## Населення
Населення — 510 осіб (2010; 671 у 2002).
Національний склад (станом на 2002 рік):
- росіяни — 85 %